# Ekaterini Thanouová
Ekaterini Thanouová (řecky Αικατερίνη (Κατερίνα) Θάνου; * 1. února 1975 Athény) je bývalá řecká atletka, běžkyně, jejíž specializací byl běh na 100 metrů a 200 metrů.

## Kariéra
Prvním mezinárodním úspěchem pro ni byla zlatá medaile na halovém mistrovství Evropy v roce 1996 v běhu na 60 metrů. Na evropském šampionátu na dráze v roce 1998 vybojovala v běhu na 100 metrů bronzovou medaili. V následující sezóně se stala halovou mistryní světa v běhu na 60 metrů a získala bronzovou medaili v běhu na 100 metrů na světovém šampionátu v Seville. V roce 2000 se nejprve stala halovou mistryní Evropy v běhu na 60 metrů. V olympijském finále na 100 metrů v Sydney na podzim téhož roku doběhla do cíle druhá. Stříbrnou medaili v této disciplíně získala rovněž na mistrovství světa v Edmontonu v roce 2001. O rok později se v Mnichově stala mistryní Evropy na 100 metrů. Je také držitelkou bronzové medaile v běhu na 100 metrů ze světového šampionátu v Paříži v roce 2003.
Při olympijských hrách v Aténách roku 2004 se svým tréninkovým partnerem Konstantinosem Kenterisem havarovala na motocyklu, načež se oba odmítli podrobit testu na drogy. Když se případ dostal na veřejnost, řecký olympijský výbor oba vyřadil z her. Následovala diskvalifikace ze strany IAAF. I když se poté ještě vrátila na závodní dráhu, na své předcházející úspěchy už nenavázala.

## Osobní rekordy
- 100 m – 10,83 s (1999)
- 60 m (hala) – 6,96 s (1999)